# Élections municipales camerounaises de 2007
Les élections municipales se sont déroulées au Cameroun le 22 juillet 2007, en même temps que les élections législatives.

## Candidats
La date limite fixée pour le dépôt des candidatures, prévue le 9 mai, a été reportée au 14 mai. Chaque candidat a dû déposer une caution de 25 000 francs Cfa.
Le ministère de l’Administration territoriale et de la Décentralisation a validé 24 820 candidatures pour les 6 514 postes de conseillers municipaux.